# Fizyka teoretyczna
Fizyka teoretyczna – sposób uprawiania fizyki polegający na matematycznym opisie praw przyrody, tworzeniu i rozwijaniu teorii, z których wnioski mogą być sprawdzone doświadczalnie. Przykładem jest fizyka matematyczna opisująca zjawiska i teorie fizyczne korzystając z rozwiniętej aksjomatyki matematycznej i obiektów zdefiniowanych w podobny sposób, jak np. rozmaitości.
Eksperymentami fizycznymi zajmuje się fizyka doświadczalna, w której podstawą wniosków jest pomiar wraz z teorią błędu, a nie spekulacja logiczna.